# South Alamo (Texas)
South Álamo es un lugar designado por el censo ubicado en el condado de Hidalgo en el estado estadounidense de Texas. En el Censo de 2010 tenía una población de 3361 habitantes y una densidad poblacional de 636,43 personas por km².

## Geografía
South Álamo se encuentra ubicado en las coordenadas 26°9′6″N 98°6′28″O / 26.15167, -98.10778. Según la Oficina del Censo de los Estados Unidos, South Álamo tiene una superficie total de 5.28 km², de la cual 5.28 km² corresponden a tierra firme y (0%) 0 km² es agua.

## Demografía
Según el censo de 2010, había 3361 personas residiendo en South Álamo. La densidad de población era de 636,43 hab./km². De los 3361 habitantes, South Álamo estaba compuesto por el 96.04% blancos, el 0% eran afroamericanos, el 0% eran amerindios, el 0.03% eran asiáticos, el 0% eran isleños del Pacífico, el 3.78% eran de otras razas y el 0.15% pertenecían a dos o más razas. Del total de la población el 99.02% eran hispanos o latinos de cualquier raza.